# Marco Histórico Nacional no Nebraska
A lista de Marco Histórico Nacional do Nebraska contem os marcos designados pelo Governo Federal dos Estados Unidos para o estado norte-americano do Nebraska.
Existem 20 Marcos Históricos Nacional (NHLs) no Nebraska. Eles estão distribuídos em 16 dos 93 condados do estado. O primeiro marco do Nebraska foi designado em 19 de dezembro de 1960 e o mais recente em 19 de abril de 1993.

## Listagem atual
Legenda:
| NRHP | Registro Nacional de Lugares Históricos |
| NHL  | Marco Histórico Nacional                |
| NHLD | Distrito Histórico Nacional             |
| HD   | Distrito Histórico                      |
| NHS  | Local Histórico Nacional                |
| NMEM | Memorial Nacional dos EUA               |
| NMON | Monumento Nacional dos EUA              |
| NHP  | Parque Histórico Nacional dos EUA       |
| NMP  | Parque Nacional Militar dos EUA         |

| [ 2 ] | Nome                                           | Imagem | Inclusão                         | Localidade e coordenadas                                                                                | Condado       | NHLS     | Observações                                  |
| ----- | ---------------------------------------------- | ------ | -------------------------------- | --- | ------------- | -------- | -------------------------------------------- |
| 1     | Ash Hollow Cave                                |        | 19 de julho de 1964 (60 anos)    | Lewellen 41° 17′ 53″ N, 102° 07′ 12″ O                                                                  | Garden        | 66000445 | Incluído no Distrito Histórico de Ash Hollow |
| 2     | Capitólio Estadual do Nebraska                 |        | 7 de janeiro de 1976 (49 anos)   | K Street, 1445, Lincoln                                                                                 | Lancaster     | 70000372 |                                              |
| 3     | CAPTAIN MERIWETHER LEWIS (Draga)               |        | 11 de abril de 1989 (35 anos)    | Sudeste de Brownville 40° 23′ 41″ N, 95° 39′ 02″ O                                                      | Nemaha        | 77000833 |                                              |
| 4     | Coufal Site                                    |        | 19 de julho de 1964 (60 anos)    | Cotesfield                                                                                              | Howard        | 66000446 |                                              |
| 5     | Forte Atkinson                                 |        | 4 de julho de 1961 (63 anos)     | 1 milha leste de Fort Calhoun 41° 27′ 08″ N, 96° 00′ 45″ O                                              | Washington    | 66000454 |                                              |
| 6     | Forte Robinson e Agência Red Cloud             |        | 19 de dezembro de 1960 (64 anos) | 2 milhas oeste de Crawford, na U.S. Rte 20 42° 40′ 08″ N, 103° 28′ 02″ O                                | Dawes e Sioux | 66000442 |                                              |
| 7     | George W. Norris House                         |        | 28 de maio de 1967 (57 anos)     | Norris Avenue, 706, McCook 40° 12′ 15″ N, 100° 37′ 32″ O                                                | Red Willow    | 67000006 |                                              |
| 8     | HAZARD (Navio de guerra de minas)              |        | 14 de janeiro de 1986 (39 anos)  | Freedom Park, North 24th Street, 2500 (Leste), Omaha                                                    | Douglas       | 79003712 |                                              |
| 9     | Hospital Memorial Dra. Susan LaFlesche Picotte |        | 19 de abril de 1993 (31 anos)    | Walthill 42° 09′ 06″ N, 96° 29′ 41″ O                                                                   | Thurston      | 88002762 |                                              |
| 10    | J. Sterling Morton House                       |        | 15 de maio de 1975 (49 anos)     | Centennial Avenue, no Parque Histórico Estadual Arbor Lodge, Nebraska City 40° 40′ 50″ N, 95° 52′ 54″ O | Otoe          | 69000135 |                                              |
| 11    | Lar dos Meninos do Padre Flanagan              |        | 4 de fevereiro de 1985 (40 anos) | Dodge Road e 137th Street, Boys Town 41° 15′ 52″ N, 96° 07′ 58″ O                                       | Douglas       | 85002439 |                                              |
| 12    | Leary Site                                     |        | 19 de julho de 1964 (60 anos)    | Rulo | Richardson    | 66000449 |                                              |
| 13    | Palmer Site                                    |        | 19 de julho de 1964 (60 anos)    | Palmer                                                                                                  | Howard        | 66000447 |                                              |
| 14    | Passo Robidoux                                 |        | 20 de janeiro de 1961 (64 anos)  | Gering                                                                                                  | Scotts Bluff  | 66000450 |                                              |
| 15    | Pike Pawnee Village Site                       |        | 19 de julho de 1964 (60 anos)    | Guide Rock                                                                                              | Webster       | 66000455 |                                              |
| 16    | Schultz Site                                   |        | 19 de julho de 1964 (60 anos)    | North Loup                                                                                              | Valley        | 66000453 |                                              |
| 17    | Signal Butte                                   |        | 20 de janeiro de 1961 (64 anos)  | Gering                                                                                                  | Scotts Bluff  | 66000452 |                                              |
| 18    | Walker Gilmore Site                            |        | 19 de julho de 1964 (60 anos)    | Murray                                                                                                  | Cass          | 66000441 |                                              |
| 19    | Willa Cather House                             |        | 11 de novembro de 1971 (53 anos) | Esquina da 3rd Street e Cedar Street, Red Cloud 40° 05′ 15″ N, 98° 31′ 15″ O                            | Webster       | 69000139 |                                              |
| 20    | William Jennings Bryan House                   |        | 6 de novembro de 1963 (61 anos)  | Sumner Street, 4900, Lincoln 40° 47′ 45″ N, 96° 39′ 05″ O                                               | Lancaster     | 66000947 |                                              |

## Áreas históricas do NPS no Nebraska
Locais históricos nacional, parques históricos nacional, alguns monumentos nacional e determinadas áreas listadas no Sistema Nacional de Parques são marcos históricos de importância nacional, geralmente já protegidos antes mesmo da criação do programa NHL em 1960.
Existem 2 dessas áreas no Nebraska.
|   | Nome                                   | Imagem | Inclusão                          | Localidade e coordenadas                   | Condado      | Observações |
| - | -------------------------------------- | ------ | --------------------------------- | ------------------------------------------ | ------------ | ----------- |
| 1 | Homestead National Monument of America |        | 19 de março de 1936 (89 anos)     | Beatrice 40° 17′ 06,9″ N, 96° 49′ 18,88″ O | Gage         |             |
| 2 | Monumento Nacional Scotts Bluff        |        | 12 de dezembro de 1919 (105 anos) | Gering                                     | Scotts Bluff |             |